# Magnus Hellström
Magnus Hellström (ur. 3 listopada 1900 w Göteborgu, zm. 29 kwietnia 1980 w Sztokholmie) – szwedzki żeglarz, olimpijczyk.
Na regatach rozegranych podczas Letnich Igrzysk Olimpijskich 1924 wystąpił w klasie 6 metrów zajmując 4 pozycję. Załogę jachtu Aloha II tworzyli również Nils Rinman i Olle Rinman.